# Яніс Буллітіс
Яніс Буллітіс (латис. Bullīts Jānis; народився 12 червня 1990, Рига, Латвія) — латвійський професіональний хокеїст. Амплуа — захисник (лівий хват ключки), виступає в ризькому Динамо-Юніорс, виступав у складі юніорської збірної Латвії (U-18) та молодіжної збірної Латвії (U-20).